# Фрактал Ляпунова

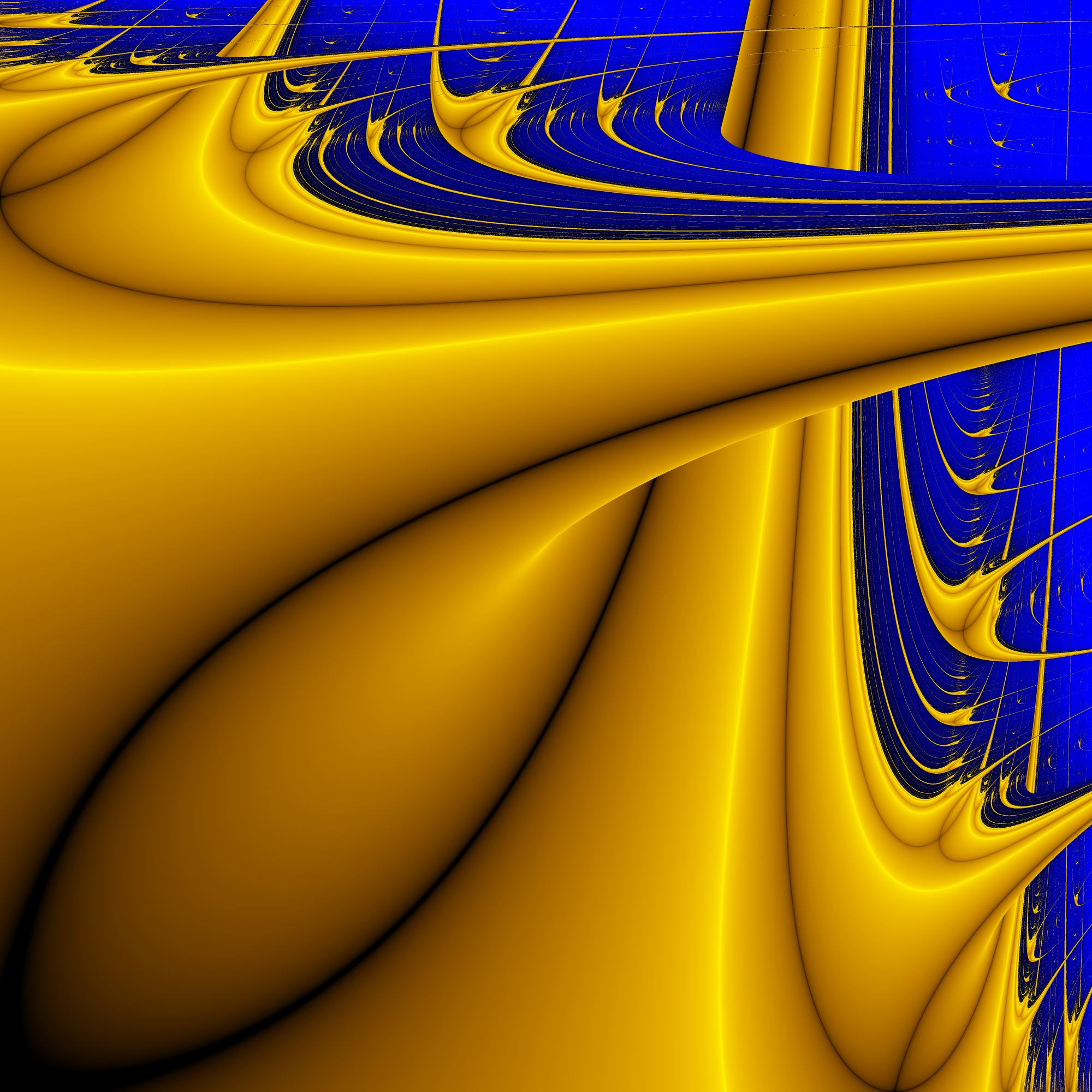
Стандартный логистический фрактал Ляпунова с итерационной последовательностью AB в области [2, 4] x [2, 4].

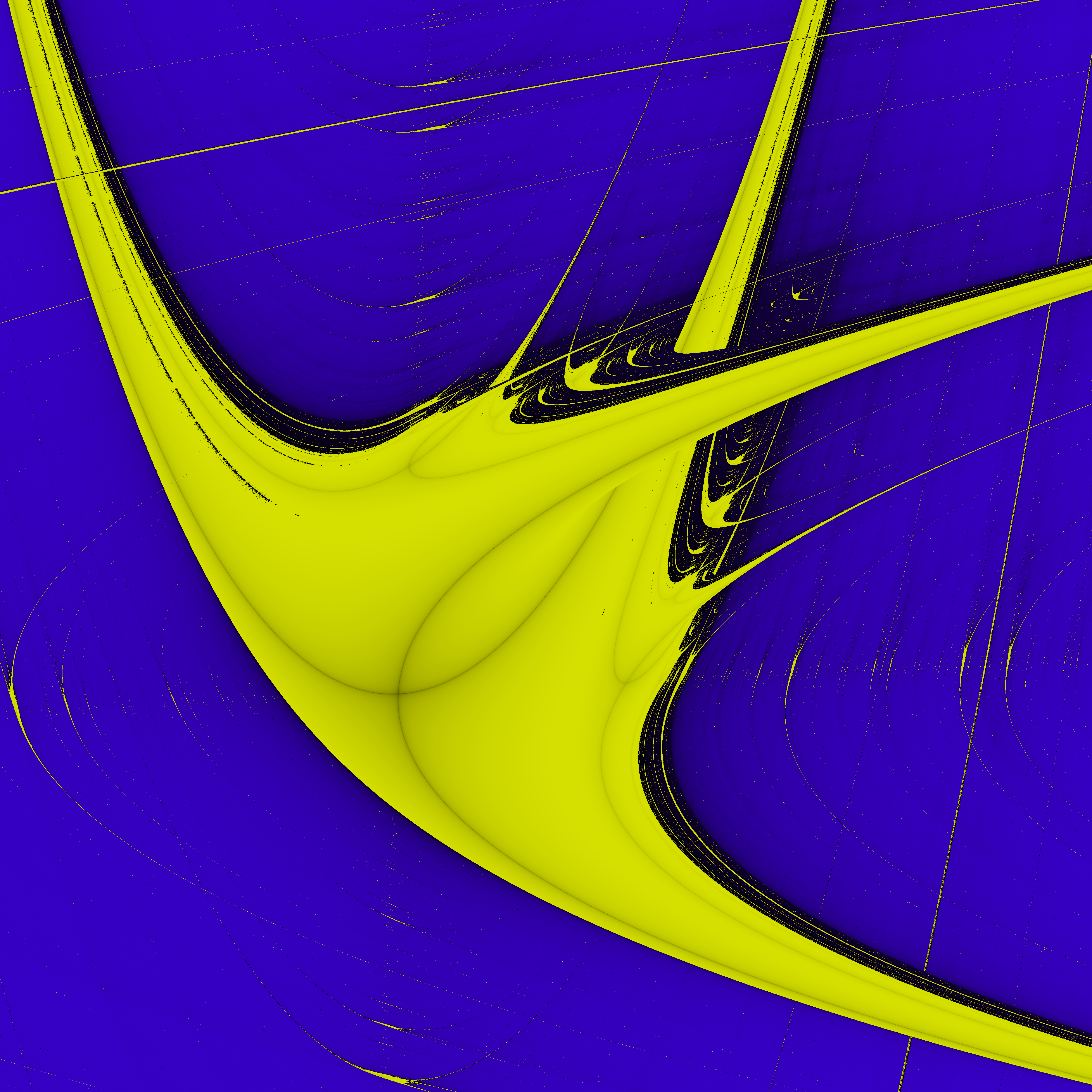
Фрагмент фрактала Ляпунова в виде ласточки. Итерационная последовательность AB в области [3.81, 3.87] x [3.81, 3.87

Фракталы Ляпунова (также известные как фракталы Маркуса-Ляпунова) — бифуркационные фракталы, порождённые расширением логистического отображения, в которых степень роста совокупности r периодически меняет значение с A на B и наоборот.
Фракталы Ляпунова строятся отображением областей стабильного и хаотического поведения, измеряемых экспонентой Ляпунова {\displaystyle \lambda }, в плоскости a-b для данной периодической последовательности a и b. На рисунках жёлтый цвет соответствует стабильности ({\displaystyle \lambda <0}), а синий — хаосу ({\displaystyle \lambda >0}).

## Свойства

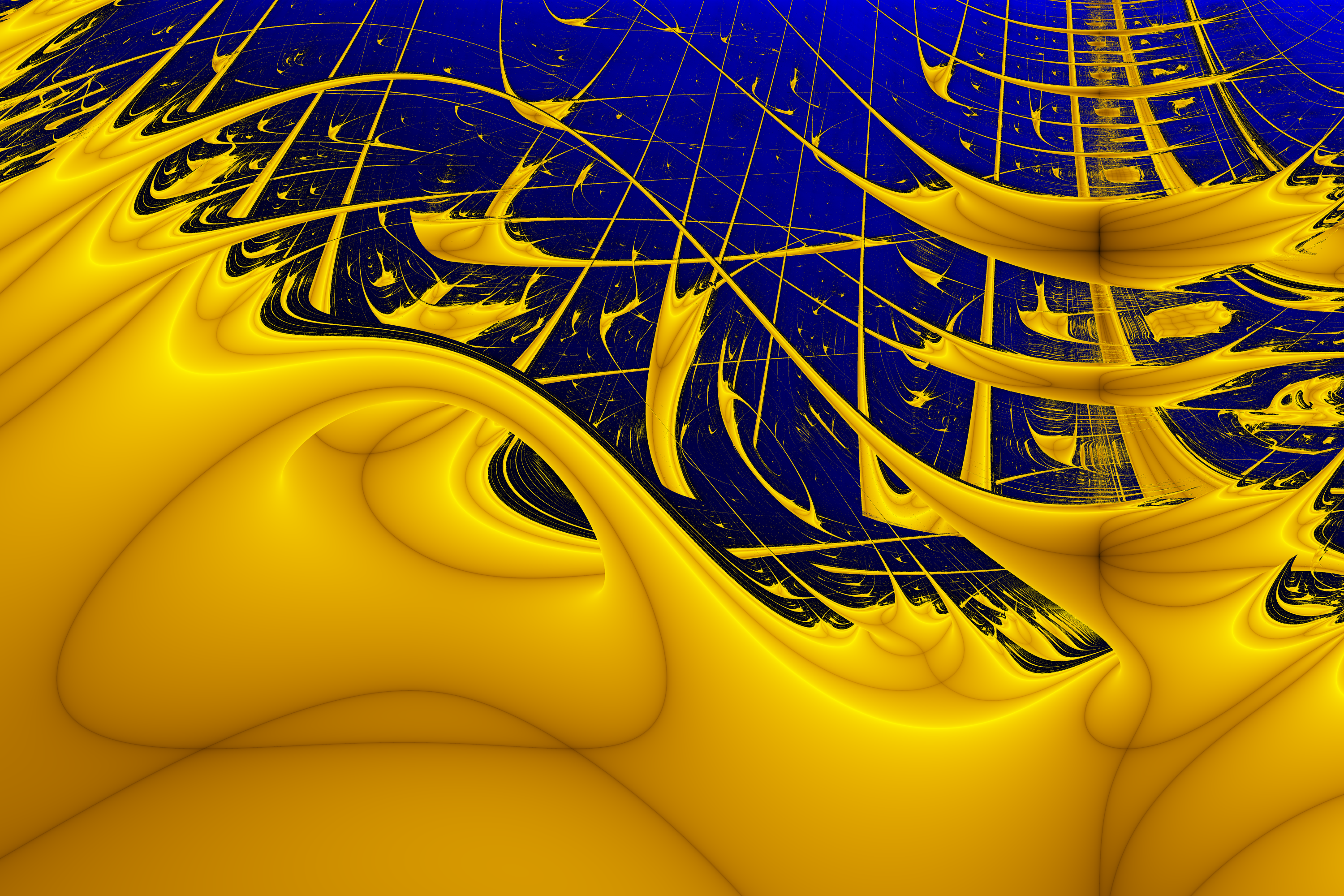
Обобщённый логистический фрактал Ляпунова с итерационной последовательностью BBBBBBAAAAAA; зона роста параметра — в области [3.4, 4.0] x [2.5, 3.4]. Также известен как Zircon City.

Фракталы Ляпунова обычно строятся для значений A и B в интервале {\displaystyle [0,4]}. Для бо́льших значений интервал {\displaystyle [0,1]} уже не стабилен, и последовательность вероятнее всего стремится к бесконечности, хотя для некоторых параметров всё ещё существуют сходящиеся циклы конечных значений. У всех итерационных последовательностей диагональ a = b такая же, как у стандартной логистической функции с одним параметром.
Последовательность обычно начинается со значения 0,5, которое является критической точкой итеративной функции. Другие (обычно комплекснозначные) критические точки итеративной функции одного полного цикла — это те, которые проходят через значение 0,5 в первом цикле. Сходящийся цикл должен содержать по меньшей мере одну критическую точку, поэтому все сходящиеся циклы могут быть получены всего лишь сдвигом итерационной последовательности с сохранением начального значения 0,5. На практике сдвиг этой последовательности приводит к изменениям фрактала, поскольку некоторые ветви перекрываются другими. Например, обратите внимание, что фрактал Ляпунова для итерационной последовательности AB не идеально симметричен относительно a и b.

## Алгоритм генерации фракталов Ляпунова

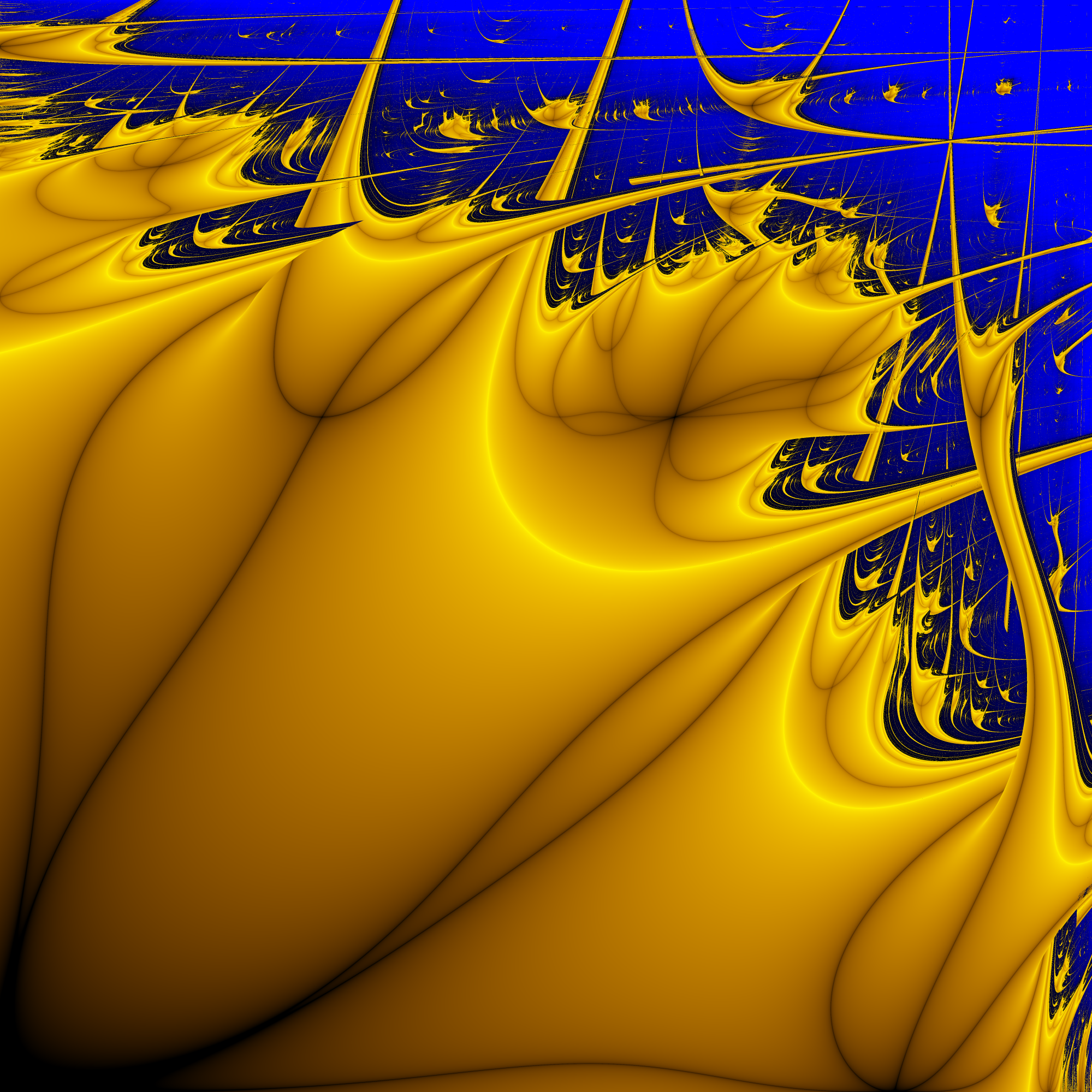
Обобщённый логистический фрактал Ляпунова с итерационной последовательностью AABAB в области [2, 4] x [2, 4].

1. Выбрать строку из символов A и B любой нетривиальной длины (например, AABAB).
2. Построить последовательность {\displaystyle S} последовательных символов строки, повторённых необходимое число раз.
3. Выбрать точку {\displaystyle (a,b)\in [0,4]\times [0,4]}.
4. Определить функцию {\displaystyle r_{n}={\begin{cases}a,&S_{n}=A\\b,&S_{n}=B\end{cases}}}.
5. Принять {\displaystyle x_{0}=0,5} и выполнить итерации {\displaystyle x_{n+1}=r_{n}x_{n}(1-x_{n})}.
6. Вычислить экспоненту Ляпунова (англ.): {\displaystyle \lambda =\lim _{N\rightarrow \infty }{\frac {1}{N}}\sum _{n=1}^{N}\log \left|{dx_{n+1} \over dx_{n}}\right|=\lim _{N\rightarrow \infty }{\frac {1}{N}}\sum _{n=1}^{N}\log |r_{n}(1-2x_{n})|}
7. Раскрасить точку {\displaystyle (a,b)} согласно полученному значению {\displaystyle \lambda }.
8. Повторить шаги 3-7 для каждой точки плоскости изображения.

На практике {\displaystyle \lambda } аппроксимируется подбором достаточно большого {\displaystyle N}. Этот алгоритм подходит для таких языков, как Mathematica, но не для языков низкого уровня.

## Большее количество измерений
Фракталы Ляпунова могут быть вычислены более чем в двух измерениях. Итерационная последовательность n-мерного фрактала строится из алфавита с количеством букв n. Например, последовательность "ABBBCA" трёхмерного фрактала, который может быть визуализирован либо как 3D объект, либо в виде анимации, каждый кадр которой показывает "срез" в направлении С, как на примере, приведённом в статье.